# 文藝復興大廈
文藝復興大廈（Renaissance Tower）是一座位於美國德克薩斯州達拉斯的56層現代主義風格摩天大樓，高度為886英尺（270），它是該市第二高建築，德克薩斯州第五高建築及美國第二十五高建築。此大廈由HOK設計、在1974年完工，後來在1986年由SOM建築設計事務所翻新。其主要承租人是尼曼、西南證券（Southwest Securities）和古德溫路易斯（Godwin Lewis PC）。

## 外部連結
- Renaissance Tower official website （页面存档备份，存于）
- Renaissance Tower - Architecture in Downtown Dallas